# Strambinello
Strambinello (piemonti nyelven Strambinel) egy kis olasz község (comune) a Piemont régióban.